# Impatiens lemuriana
Impatiens lemuriana är en balsaminväxtart som beskrevs av Fischer och Raheliv. Impatiens lemuriana ingår i släktet balsaminer, och familjen balsaminväxter. Inga underarter finns listade i Catalogue of Life.